# 환 평가
평가(平價) 또는 환 평가는 일국의 화폐와 외국 화폐와의 교환비율, 즉 외환 시세가 기준한 크기이다. 평가에는 여러 종류가 있다. 2국의 본위 화폐 1단위에 각각 포함되는 금속의 순분량의 비율로써 평가를 산정할 경우, 이 두 나라의 본위 금속이 같으면, 그 비율을 법정평가라 하고 본위 금속이 다르면 이론평가라고 한다. 후자의 전형적인 예는 금본위국과 은본위국과의 경우인데 보통 은의 시세를 기준으로 금·은 사이의 환산을 한다. 또 전자의 경우는 본위 금속으로 금을 쓰고 있을 때에 이것을 금평가(金評價)라고 한다.  또한 오늘날은 평가라 하면 IMF 평가를 가리키는 경우가 많다. IMF(국제통화기금) 제4조에서는, 각 가맹국 통화의 평가는 공통 척도로서의 금 또는 미국 달러(금 1트로이온스=약31.1그램이 미화 38달러에 상당)로 표시하지 않으면 안 되도록 되어 있으며 이 규정을 기본으로 한 통화의 가치 기준을 평가 또는 환평가라 한다. 다시 말하면 미국 달러로 표시된 평가를 달러 평가라 한다.